# 相模原市教育委員会
相模原市教育委員会（さがみはらしきょういくいいんかい）は、神奈川県相模原市中央区中央2丁目11番15号に拠点を置く、相模原市の組織。相模原市内の教育に関連した調査などを行う行政委員会である。2022年10月現在の教育長は渡邉志寿代。

## 概要
組織は教育局・教育環境部・学校教育部・生涯学習部などに分かれており、それぞれの部門には教育総務室・総合学習センター・学務課・学校保健課・学校施設課・学校教育課・教職員課・生涯学習課・文化財保護課・スポーツ課ほか、業務によって課などに分けられている。教育委員会会議の開催のほか、いじめへの対策として意識調査を実施、さらに学校の合併や新設などを行っている。
2007年度全国学力調査（学力テスト）結果について、相模原市情報公開・個人情報保護審査会が「学校ごとの平均正答率は公開すべきだ」と答申したが、答申に従わず、市全体の正答率だけ公開すると決めた。

## 取り組み
2002年より毎年にわたって主に相模原市民及び市内で学ぶ学生を対象に相模原市南区相模大野にある外務省研修所との共催で研修所において公開市民講座を開き、研修所長等による講演会を催している。
2023年度に大谷翔平が日本全国の小学校に野球のグローブを寄贈した際、市内72校に対し、大谷グローブとともにキャッチボール用のボール2球と大谷の著書『不可能を可能にする 大谷翔平120の思考』を同時に配布した。学務課として「何か協力できることはないか」という思いで実行したものである。